# Shawinigan Handshake
Le Shawinigan Handshake (« Poignée de main de Shawinigan ») est le surnom donné à l'étranglement du manifestant Bill Clennett par Jean Chrétien, alors Premier ministre du Canada, le 15 février 1996. Ce surnom provient du lieu de naissance de Jean Chrétien, soit Shawinigan, au Québec. L'ancien premier ministre se surnommait lui-même le « petit gars de Shawinigan ».

## L'incident
Le jour de l'incident, Chrétien était à Hull (maintenant Gatineau), pour célébrer le Jour du Drapeau du Canada. Chrétien s'adressait à la foule lorsque les manifestants l'ont interpellé au sujet des changements proposés dans le programme d'assurance chômage. Alors qu'il s’apprêtait à entrer dans sa limousine, il a été confronté par Clennett. C'est à ce moment que Chrétien a attrapé Clennett par le cou avant de le projeter au sol, ce qui lui brisa une dent Le premier ministre a écarté le mégaphone d'un autre manifestant qui a ensuite été mis au sol par les agents de la Gendarmerie royale du Canada (GRC).

## Bill Clennett
Bill Clennett s'est présenté aux élections provinciales de 2007 et 2008 sous la bannière de Québec solidaire dans Hull. Il a terminé troisième, derrière le Parti libéral du Québec et le Parti québécois.

## Héritage
Le surnom est resté populaire à Shawinigan, des décennies après l'incident.
L'animateur de télévision sportive Don Cherry a apprécié le style direct de Jean Chrétien ainsi que sa performance en général.
À Shawinigan, la microbrasserie le Trou du Diable a créé une bière nommée « Shawinigan Handshake », dont l'étiquette montre Jean Chrétien en train d'étrangler le commentateur sportif Don Cherry,.
Depuis l'incident, de nombreuses célébrités et personnalités politiques ont fait des références humoristiques à l'événement, dont l'animateur sportif Don Cherry, l'homme politique Michael Ignatieff, le comédien Rick Mercer, le premier ministre Justin Trudeau, le comédien Jean-René Dufort et l'humoriste Daniel Lemire.